# Championnats du monde de duathlon 2019
Navigation
Édition précédente Édition suivante
Les championnats du monde de duathlon 2019, trentième édition des championnats du monde de duathlon  ont eu lieu les 27 et 28 avril 2019  à Pontevedra en Espagne. Ils sont organisés dans le cadre du Multisport World Championship Festival qui réunit plusieurs championnats mondiaux de sports gérés par la Fédération internationale de triathlon (ITU). La rencontre internationale propose  également lors de ses journées consacrées aux pratiques enchaînées, des compétitions pour les catégories junior, U23 (espoir) et paraduathlon.

## Résumé de course
La rencontre internationale se déroule dans la ville de Pontevedra en Espagne à l'occasion du festival de championnats du monde organisé par la Fédération internationale de triathlon. Lors des épreuves, 53 hommes et 17 femmes s'affrontent pour le titre de champion et championne du monde de duathlon courte distance 2019. Les meilleurs mondiaux et les tenants des titres sont inscrits sur la feuille de départ.
La course hommes commence sur un rythme très élevé, emmené par le Français Yohan Le Berre qui démarre la course avec une pénalité de quinze secondes octroyée pour retard au briefing obligatoire de l'épreuve et de son coéquipier de club Benjamin Choquert. Arrivé à la première transition avec 45 secondes d'avance, Benjamin Choquert ressort en premier, Yohan Le Berre devant purger sa pénalité. Il rejoint toutefois la tête de course après quelques kilomètres. Les deux Français ne résistent toutefois pas au retour du peloton de poursuivants à mi-parcours vélo. A quelques kilomètres de la fin de l'épreuve cycliste,le Britannique Liam Lloyd et le Néerlandais Thomas Cremers tentes une dernière échappée qui leur permet de prendre trente seconde d'avance à la seconde transition. Avance qui s'avère insuffisante, Benjamin Choquert reprend les fuyard des les premiers kilomètres de la seconde course à pied et s'envole seul vers son premier titre international. La vive remontée de l'Espagnol Emilio Martin sans pourvoir inquiéter le vainqueur, prive le Belge Angelo Vandecasteele de la seconde place,.
Chez les femmes, la championne en titre l'Autrichienne Sandrina Illes et la championne 2014 Sandra Levenez se livrent un duel de haut niveau qui tourne à l'avantage de la Française, qui s'octroie comme en 2014, le titre de championne du monde. Deuxième titre mondial de son prestigieux palmarès. Dès les dix premiers kilomètres de course à pied, les deux championnes sont seules pour un face à face. Lors de la partie vélo, Sandra Levenez porte son effort dès le début de la course et creuse un écart de deux minutes sur le peloton des poursuivantes, emmené par Sandrina Illes et une autre Française Garance Blaut. Elles ne réussissent pas à réduire l'écart, la Française maintenant son allure jusqu'à la seconde transition. Les cinq dernier kilomètres de course à pied ne laisse aucune chance aux autres concurrentes qui ne peuvent empêcher Sandra Levenez de conquérir le titre mondial. Sandrina Illes monte sur la seconde marche du podium, Garance Blaut prend la troisième et accède à un podium international pour la première fois de sa carrière,

## Palmarès  et distances
Les tableaux présentent le résultat des courses élites et U23 sur la distance M et S pour le paraduathlon.

### Élites
| Rang               | Athlète              | Pays        | Temps           |
| ------------------ | -------------------- | ----------- | --------------- |
| Médaille d'or      | Benjamin Choquert    | France      | 1 h 45 min 56 s |
| Médaille d'argent  | Emilio Martin        | Espagne     | 1 h 46 min 10 s |
| Médaille de bronze | Angelo Vandecasteele | Espagne     | 1 h 46 min 11 s |
| 4                  | Liam Lloyd           | Royaume-Uni | 1 h 46 min 17 s |
| 5                  | Yohan Le Berre       | France      | 1 h 46 min 32 s |
| 6                  | Marco Miguel         | Portugal    | 1 h 46 min 33 s |
| 7                  | Benoît Nicolas       | France      | 1 h 46 min 34 s |
| 8                  | Arnaud Mengal        | Belgique    | 1 h 46 min 56 s |

| Rang               | Athlète                 | Pays        | Temps           |
| ------------------ | ----------------------- | ----------- | --------------- |
| Médaille d'or      | Sandra Levenez          | France      | 1 h 58 min 17 s |
| Médaille d'argent  | Sandrina Illes          | Autriche    | 2 h 0 min 10 s  |
| Médaille de bronze | Garance Blaut           | France      | 2 h 0 min 53 s  |
| 4                  | Marion Legrand          | France      | 2 h 1 min 16 s  |
| 5                  | Edymar Brea             | Venezuela   | 2 h 3 min 34 s  |
| 6                  | Olivia Matthews         | Royaume-Uni | 2 h 3 min 57 s  |
| 7                  | Marta Pintanel Raymundo | Espagne     | 2 h 4 min 6 s   |
| 8                  | Ana Filipa Santos       | Portugal    | 2 h 4 min 45 s  |

### U23 (espoirs)
| Rang               | Athlète        | Pays     | Temps           |
| ------------------ | -------------- | -------- | --------------- |
| Médaille d'or      | Arnaud Mengal  | Belgique | 1 h 46 min 56 s |
| Médaille d'argent  | Arnaud Dely    | Belgique | 1 h 47 min 5 s  |
| Médaille de bronze | Thomas Cremers | Pays-Bas | 1 h 47 min 42 s |

| Rang               | Athlète                   | Pays      | Temps          |
| ------------------ | ------------------------- | --------- | -------------- |
| Médaille d'or      | Edymar Daniely Brea Abreu | Venezuela | 2 h 3 min 34 s |
| Médaille d'argent  | Marta Pintanel Raymundo   | Espagne   | 2 h 4 min 46 s |
| Médaille de bronze | Pas de 3e                 | Pas de 3e | Pas de 3e      |

### Paraduathlon
|        | Rang          | PTS2                | PTS3                | PTS4                | PTS5             | PTWC                           | PTVI                     |
| ------ | ------------- | ------------------- | ------------------- | ------------------- | ---------------- | ------------------------------ | ------------------------ |
| Hommes | Médaille d'or | Geoffrey Wersy      | Daniel Molina       | Tojo Lazzari        | Jairo Ruiz Lopez | José Manuel Quintero Macias H1 | Loris Natale Cappanna B1 |
| Femmes | Médaille d'or | Pas de concurrentes | Pas de concurrentes | Pas de concurrentes | Fiona Southorn   | Pas de concurrentes            | Pas de concurrentes      |